# Mabel Stark
Pour les articles homonymes, voir Mabel et Stark.
Mary Haynie, dite Mabel Stark, est une dompteuse américaine, née le 10 décembre 1889 à Princeton (Kentucky) et morte le 20 avril 1968 à Thousand Oaks (Californie).
Elle est souvent considérée, à tort, comme la première femme à avoir dompté des tigres, alors que Rose Flanders Bascom en a dompté à partir du début des années 1900. Elle est toutefois une dompteuse d'importance, notamment dans les années 1920.

## Biographie
En 1911, elle commence sa carrière d'artiste de cirque au Al G. Barnes Circus après sa rencontre avec le dompteur Al Sands. Elle travaille brièvement avec des chevaux avant de devenir l'assistante du dompteur Louis Roth, qui deviendra ensuite l'un de ses multiples maris, puis de dompter elle-même des tigres. Elle devient l'attraction principale du cirque à partir de 1916.
Ensuite, Mabel Stark travaille notamment pour le Ringling Bros. and Barnum & Bailey Circus entre 1922 et 1925, date à laquelle le cirque abandonne les représentations avec des animaux sauvages.
En 1933, elle joue avec son tigre dans le film Kaspa, fils de la brousse (King of the Jungle).
En 1938, Mabel Stark publie une autobiographie intitulée Hold That Tiger.
En 1952, elle apparaît comme spectatrice dans le film Sous le plus grand chapiteau du monde de Cecil B. DeMille.
Elle termine sa carrière au zoo Jungleland (en) à Thousand Oaks, en Californie. Elle se suicide en 1968 par overdose de barbituriques quelques mois après avoir été licenciée de Jungleland par le nouveau propriétaire.

## Postérité
L'écrivain canadien Robert Hough (en) a écrit une biographie fictionnelle de Mabel Stark, The Final Confession of Mabel Stark, puybliée en 2001. Dès 2003, Kate Winslet se dit intéressée pour interpréter ce rôle dans une adaptation au cinéma et son époux, le réalisateur Sam Mendes, achète les droits du roman en 2007, mais ce projet n'a pas abouti à ce jour.
Un documentaire lui a été consacré en 2017, Mabel, Mabel, Tiger Trainer, réalisé par Leslie Zemeckis.